# كوامي بوتو
جان فياكري كوامي بوتو (من مواليد 10 سبتمبر 2002) هو لاعب كرة قدم محترف يلعب كمهاجم لنادي أجاكسيو الفرنسي. ولد في ساحل العاج، ويمثل منتخب بوركينا فاسو.